# Nazar

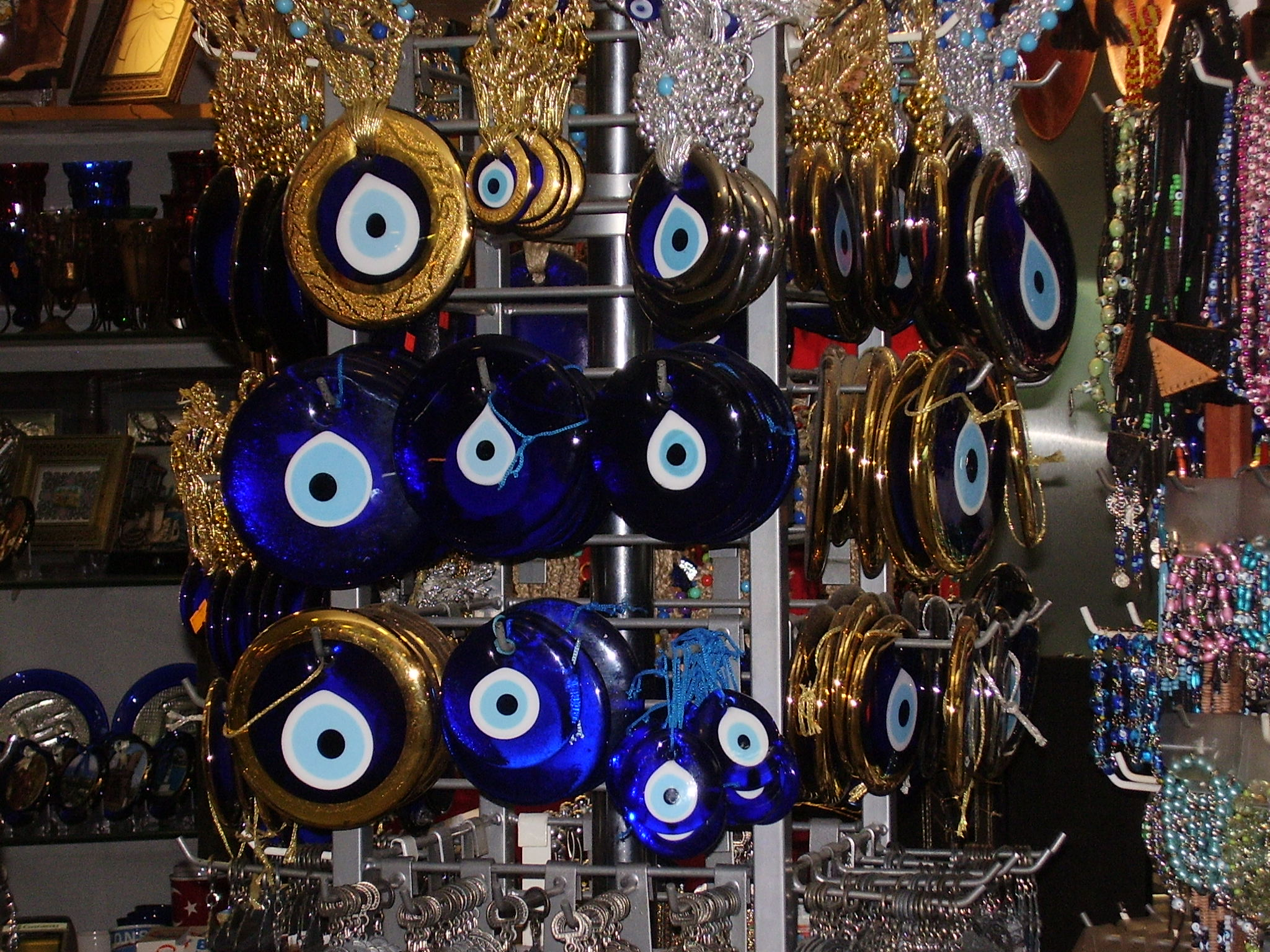
Nazar amulettek

A nazar amulett (törökül: nazar boncuğu, mavi boncuk (kék amulett) vagy göz boncuğu (szem-amulett), közismertebben nazar vagy Allah szeme egy török amulett, mely a néphagyományok szerint véd a szemmel verés, a rontás ellen. Meg kell azonban jegyezni, hogy az Allah szeme elnevezést a törökök nem, csak a külföldiek használják, mivel az iszlámban tilos az istenábrázolás, így Allah „szemét” sem ábrázolhatják.
A nazar szó jelentése „szemmel verés”. A hiedelem szerint vannak emberek, aki csupán a tekintetükkel rontást, betegséget vagy akár halált is képesek okozni. A törökök ezért szinte mindenhová boncukot akasztanak, a szobába, a ház falára, az autó visszapillantó tükrére, buszok ablakaiba; viselik ékszer (nyaklánc, karkötő, fülbevaló) formájában, de nem csak az otthonokban találhatjuk meg, jelen van a hivatalokban is, sőt egyes helyeken még a járdába is belesüllyesztik. Különösen kell vigyázni a gyerekekre, akik a legvédtelenebbek a szemmelverés ellen, ezért az édesanyák apró nazar boncuğu kitűzőket tűznek a gyerekek ruhájára.
Az amulett alapszíne kék (a hiedelem szerint a szőke, kék szemű emberek rendelkezhetnek ártó erővel), általában szem alakú (bár leginkább vízcseppre emlékeztet), három, esetleg négy körből áll, a legbelső fekete, mely egy sárga vagy világoskék körben ül, ez egy nagyobb fehér körben található, a külső kör pedig mindig sötétkék színű. Általában üvegből vagy műanyagból készül. Kaphatóak egyszerűbb, és díszesebb (például miniatűr kilimhez kapcsolt) változatai. Az amulett rendkívül népszerű ajándék a turisták körében, emiatt a hagyományostól eltérő alakban és különböző ajándéktárgyak díszítőelemeként is árusítják őket.